# 黑森林蛋糕
黑森林蛋糕（德語：Schwarzwälder Kirschtorte，又称黑森林樱桃蛋糕）是一种鲜奶蛋糕，自20世纪30年代起，风行于德國，并逐渐成为全世界最著名和最受欢迎的蛋糕之一。黑森林蛋糕的主要成分有：脆饼面团底托、鲜奶油、樱桃酒、黑櫻桃和巧克力碎末。一般認為此蛋糕源自德國的黑森林地區並因而得名，但其具體起源仍有多種說法。
在德国，2003年的国家糕点管理办法中规定，“黑森林樱桃蛋糕是樱桃酒奶油蛋糕，蛋糕馅是奶油，也可以配樱桃，加入樱桃酒的量必须能够明显品尝出酒味。蛋糕底托用薄面饼，至少含3%的可可粉或脱油可可，也可使用酥脆蛋糕底。蛋糕外层用奶油包裹，并用巧克力碎末点缀”。只有满足上述条件，才有資格称為“黑森林樱桃蛋糕”。

## 名称的由来

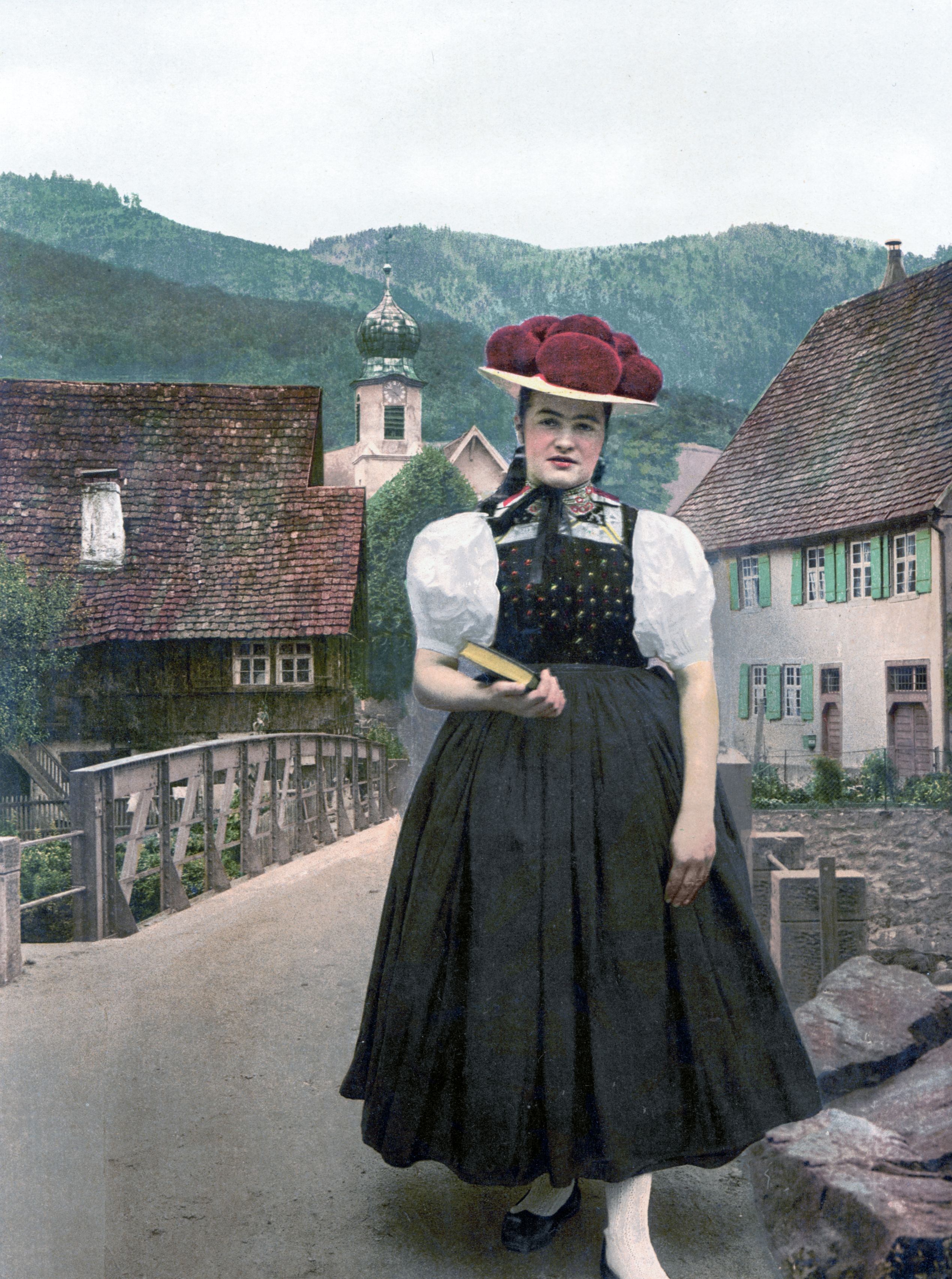
黑森林樱桃蛋糕让人联想到黑森林地区的民族服饰洋葱帽。

关于“黑森林蛋糕”名称的来源，至今仍沒有實際的答案，並有着多种不同的看法。一种看法认为黑色的巧克力碎末让人联想到黑色的森林。另一种看法认为黑森林蛋糕的重要配料樱桃酒（Kirschwasser）是黑森林的特产。还有一种看法则认为现今通常所见的黑森林蛋糕最初并非来源于黑森林，很有可能是因为蛋糕的样子酷似黑森林地区的民族服饰而得名，黑色的巧克力碎末像黑色的外衣，白色的奶油像白色的衬衫，而奶油上的樱桃则让人联想到黑森林所特有的白底红珠的大绒球帽。

## 历史
樱桃、奶油和樱桃酒的组合实际上很早就已经在黑森林南部出现了，但不是以蛋糕的形式，而是一种甜点，用煮熟的樱桃拌着奶油，有时候也加些樱桃酒。一种瑞士的蛋糕被认为可能是黑森林蛋糕的前身，它同黑森林蛋糕一样配有薄面饼底托、樱桃、果仁和奶油，但没有樱桃酒。
关于谁是黑森林蛋糕的创始人，现在普遍被接受的有两种可能。其中一个是来自波昂附近巴特戈德斯贝格一家咖啡店的糕点师约瑟夫·克勒尔（Josef Keller，1887年—1981年），他声称在第一次世界大战前的1915年第一个发明了樱桃、奶油和巧克力的组合，以及用维也纳的薄面饼做蛋糕底托，用樱桃酒增加奶油的香味，从而有了现在的黑森林蛋糕，事实是否如他所说并无定论。
而根据图宾根城市档案馆管理员乌多·劳赫（Udo Rauch）的研究报告，越来越多的证据表明，是图宾根的糕点师埃尔温·希尔德布兰特（Erwin Hildenbrand）在1930年发明了黑森林樱桃蛋糕。
可以确定的是，对黑森林樱桃蛋糕的第一次正式记载出现在1934年埃里希·韦贝尔的糕点书中。在那个时代，黑森林蛋糕主要出现在柏林和其他德国、奥地利、瑞士大城市的高级糕点店中，此后很快成为德国最有名和最受欢迎的蛋糕之一，并且闻名世界，在许多国家，黑森林蛋糕的一些成份被当地的特产所替代，或者去除了酒精成分。

## 圖集

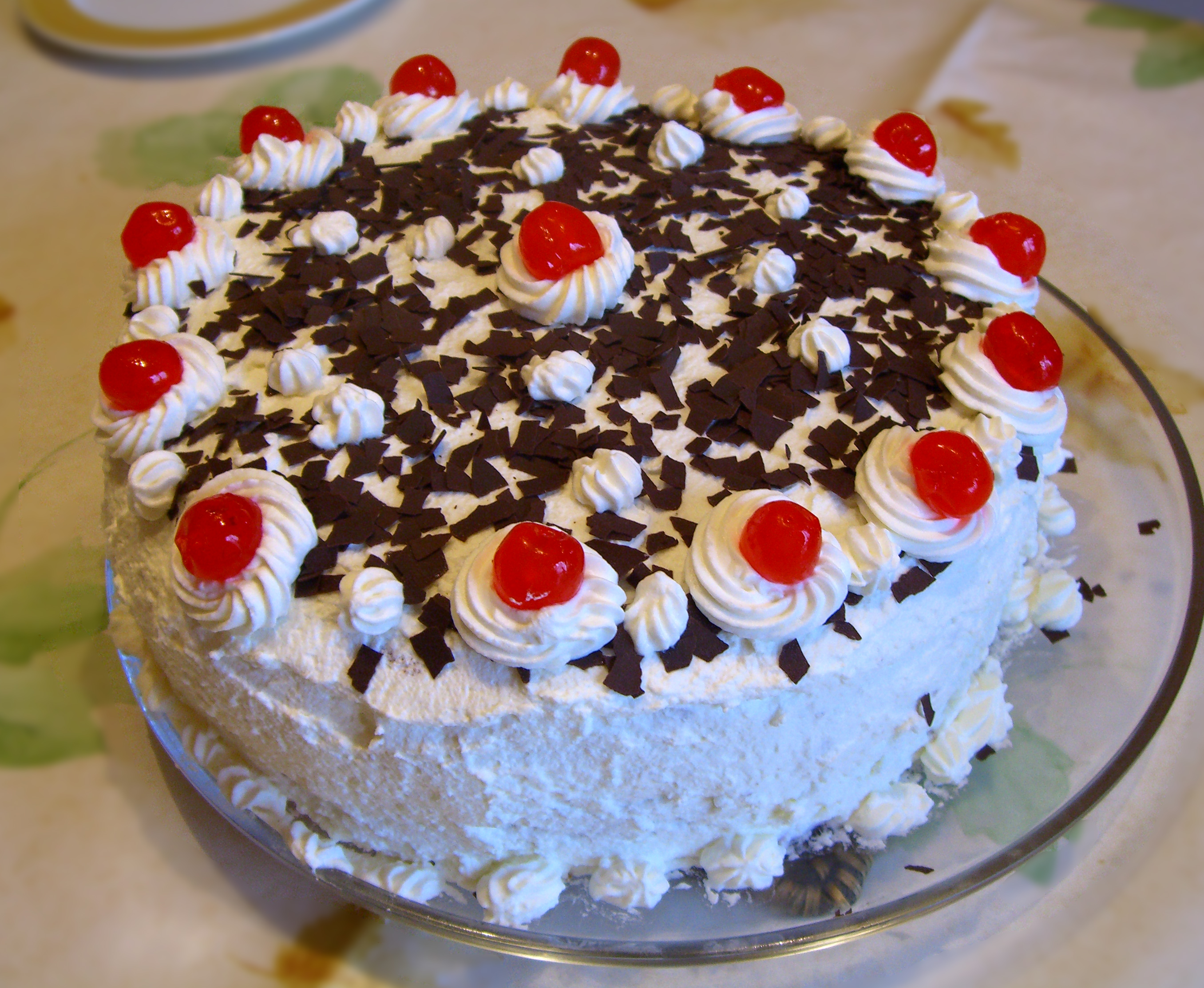
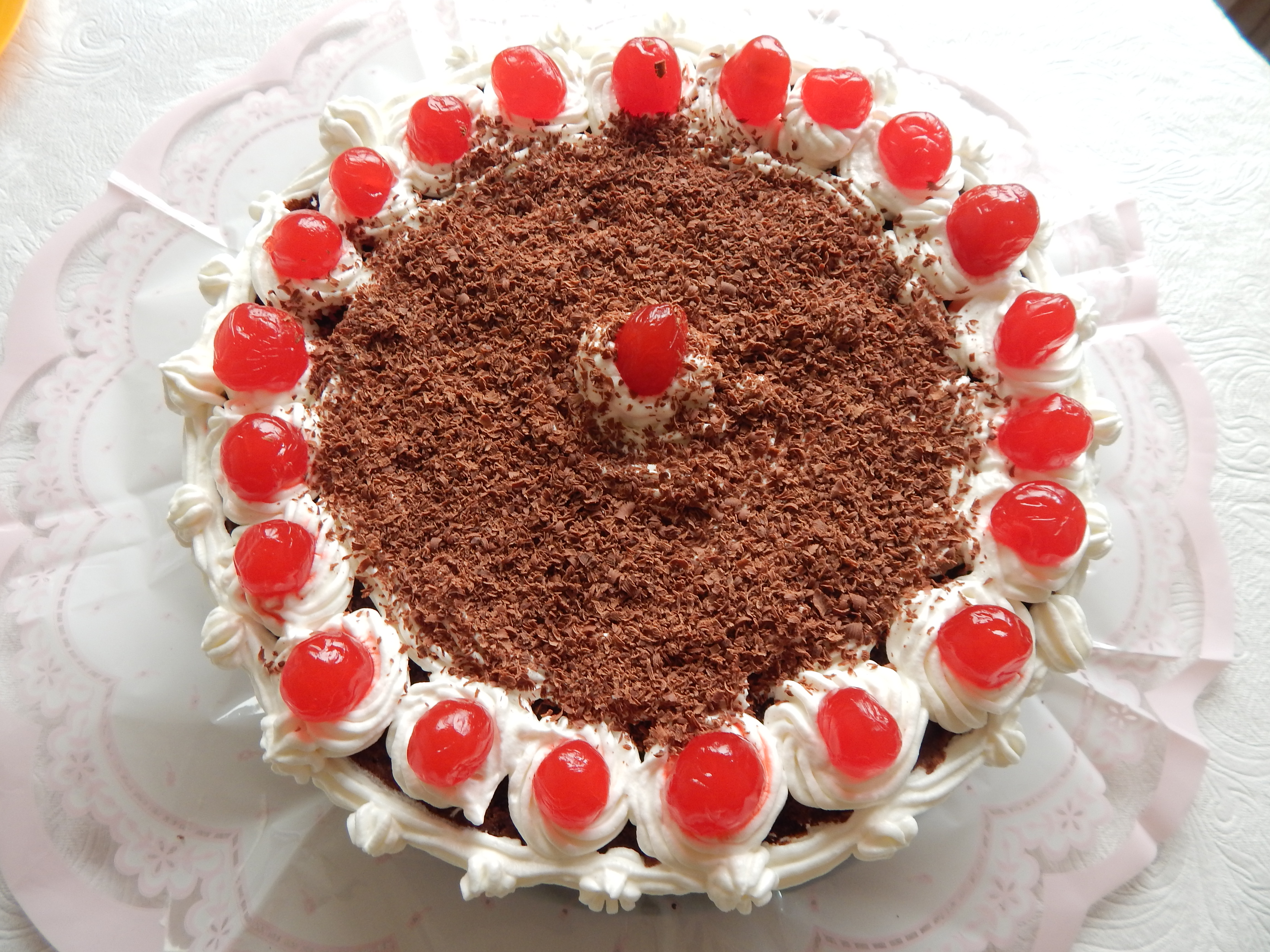
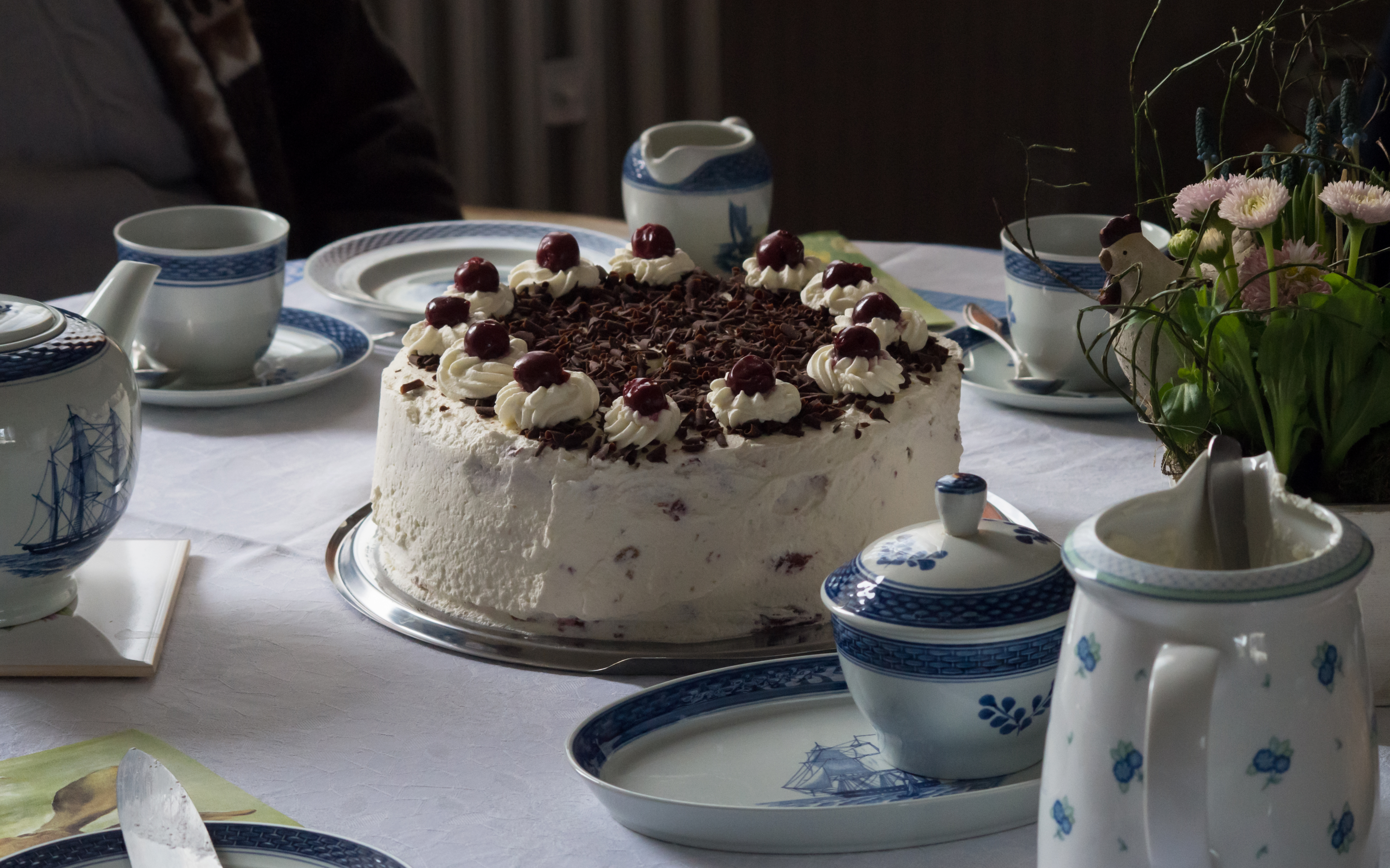
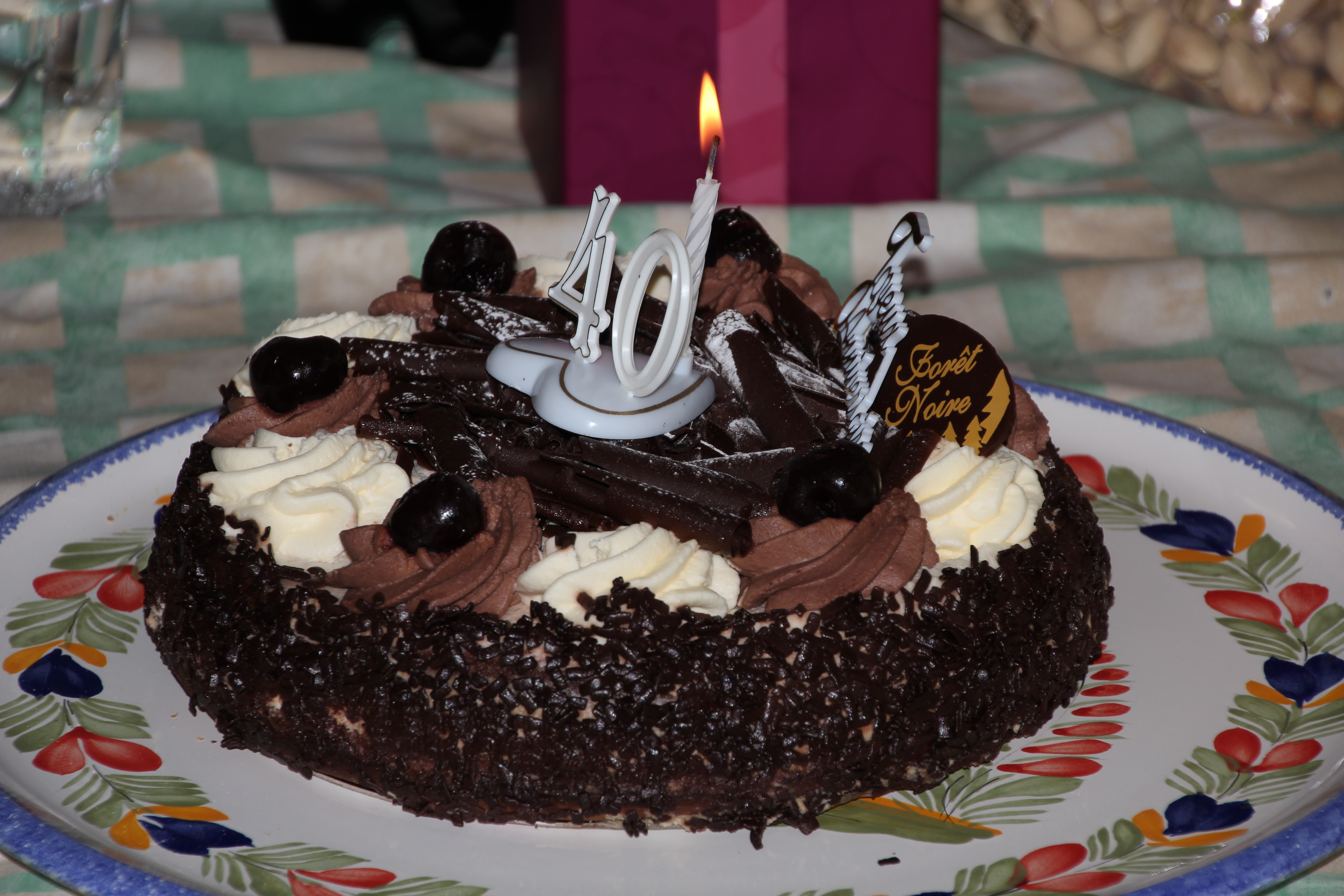